# Solčianky
Solčianky (hongrois : Szolcsányka) est un village de Slovaquie situé dans la région de Nitra.

## Histoire
Première mention écrite du village en 1113.

## Démographie

### Évolution de la population
| Année:               | 1994. | 2004.    | 2014.   | 2024.   |
| -------------------- | ----- | -------- | ------- | ------- |
| Nombre de personnes: | 298   | 258      | 269     | 271     |
| Différence:          |       | -13,42 % | +4,26 % | +0,74 % |

| Année:               | 2023. | 2024.   |
| -------------------- | ----- | ------- |
| Nombre de personnes: | 265   | 271     |
| Différence:          |       | +2,26 % |